# LAF-bänk

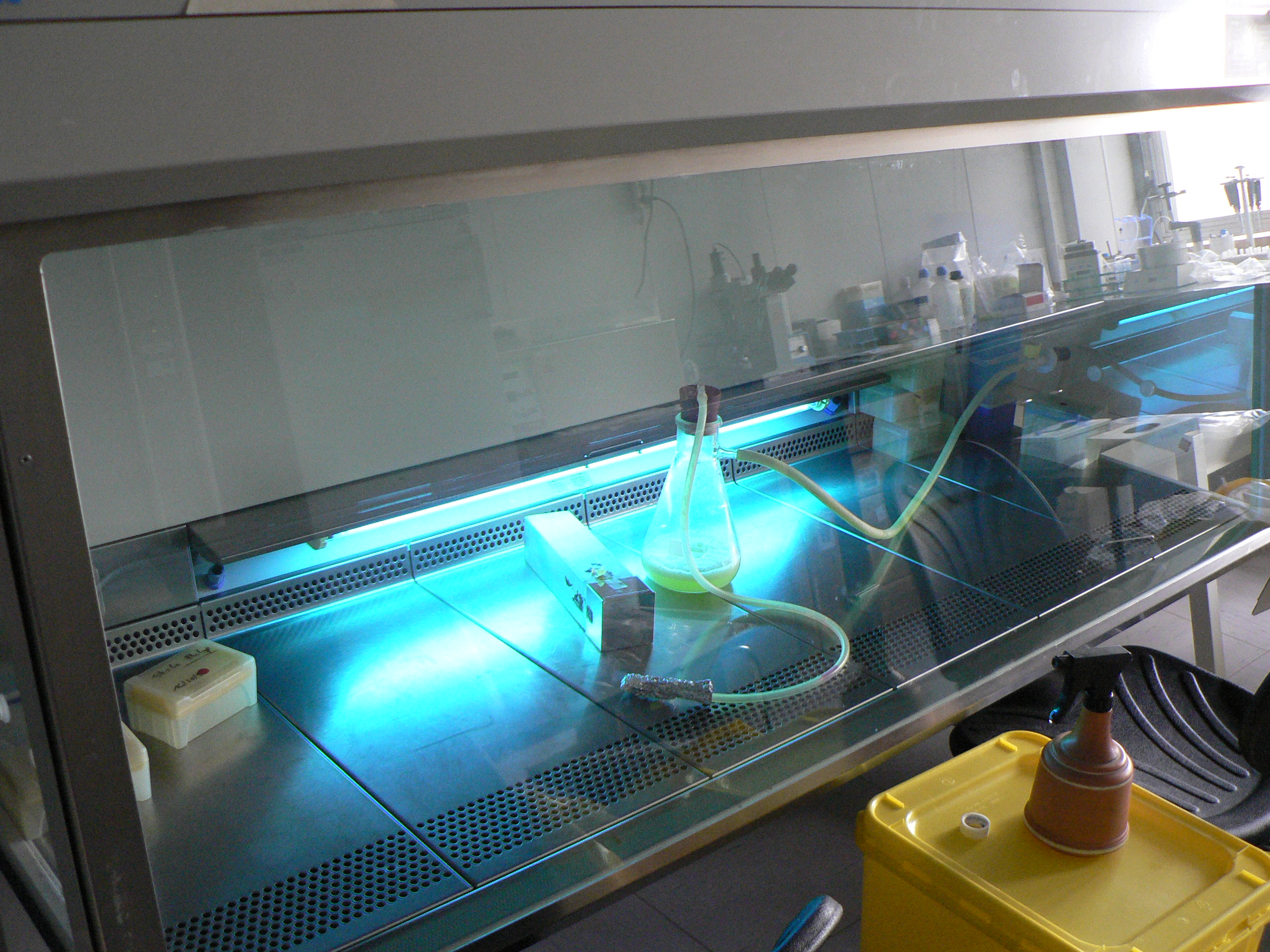
Bilden visar en LAF-bänk som desinficeras med UV-ljus när den inte används

En LAF-bänk (laminärflödesbänk), även kallad sterilbänk, används vid bland annat cellodling för att kunna odla celler med så liten kontamination som möjligt av till exempel bakterier, virus, svampar och partiklar. Grundprincipen är att luft filtreras genom ett HEPA-filter som förhindrar att innehållet i LAF-bänken kontamineras. Luftströmmen är riktad bort från arbetsområdet. Bänken måste vara tätt sammanfogad så att inga möjligheter finns för främmande partiklar att komma in.
De två huvudtyperna av LAF-bänkar är horisontella och vertikala. I den förstnämnda kommer luften framifrån (mitt emot där personen sitter) medan i den vertikala kommer luften uppifrån. 